# Parapoderus
Parapoderus är ett släkte av skalbaggar. Parapoderus ingår i familjen rullvivlar.

## Dottertaxa tillParapoderus, i alfabetisk ordning[1]
- Parapoderus ambiguus
- Parapoderus angustifrons
- Parapoderus anxius
- Parapoderus arboretum
- Parapoderus atrotibiatus
- Parapoderus balteatus
- Parapoderus balteus
- Parapoderus benitoensis
- Parapoderus bifasciatus
- Parapoderus biplagiata
- Parapoderus brachypterus
- Parapoderus burgeoni
- Parapoderus calceata
- Parapoderus calceatoides
- Parapoderus calceatus
- Parapoderus callosicollis
- Parapoderus cardinalis
- Parapoderus carneola
- Parapoderus carneolus
- Parapoderus centralis
- Parapoderus cephalotes
- Parapoderus cinctipennis
- Parapoderus clivicollis
- Parapoderus congener
- Parapoderus congoanus
- Parapoderus conradti
- Parapoderus consimilis
- Parapoderus corallinus
- Parapoderus cribropunctatus
- Parapoderus crispipennis
- Parapoderus cyaenus
- Parapoderus cyaneus
- Parapoderus deceptor
- Parapoderus denticulatus
- Parapoderus diffinis
- Parapoderus dilucidifrons
- Parapoderus dimidiatipennis
- Parapoderus distinguendulus
- Parapoderus dorsalis
- Parapoderus dualaicus
- Parapoderus ealaana
- Parapoderus fabricii
- Parapoderus flavobasis
- Parapoderus flavoebenus
- Parapoderus flavoniger
- Parapoderus flavonotatus
- Parapoderus flavotinctus
- Parapoderus foveipennis
- Parapoderus foveolatus
- Parapoderus fuscicornis
- Parapoderus ghesquierei
- Parapoderus glabricula
- Parapoderus glabriculus
- Parapoderus guineensis
- Parapoderus haemopterus
- Parapoderus haemorrhoidalis
- Parapoderus hemixanthocnemis
- Parapoderus imparis
- Parapoderus impressiverticalis
- Parapoderus isabellinus
- Parapoderus ituriensis
- Parapoderus kamerunensis
- Parapoderus kivuensis
- Parapoderus languidus
- Parapoderus lepersonneae
- Parapoderus luctuosa
- Parapoderus luluanus
- Parapoderus maculifrons
- Parapoderus melanocnemis
- Parapoderus miniatus
- Parapoderus minutissimus
- Parapoderus mixtus
- Parapoderus nigerrima
- Parapoderus nigricornis
- Parapoderus nigrigeniculata
- Parapoderus nigripedestris
- Parapoderus nigripennis
- Parapoderus nigripes
- Parapoderus nigritarsis
- Parapoderus nigrohumeralis
- Parapoderus nigrohumerata
- Parapoderus nigromarginatus
- Parapoderus nigroscutellaris
- Parapoderus nigrotibialis
- Parapoderus nilgiriensis
- Parapoderus nyashekeanus
- Parapoderus obscuriceps
- Parapoderus obscuripennis
- Parapoderus obscuripes
- Parapoderus ochrobasis
- Parapoderus panganicus
- Parapoderus partita
- Parapoderus partitoida
- Parapoderus patricius
- Parapoderus pectoralis
- Parapoderus perfecta
- Parapoderus perfectoida
- Parapoderus peringueyi
- Parapoderus picturata
- Parapoderus picturatoida
- Parapoderus picturatoides
- Parapoderus propinquus
- Parapoderus pseudotolerans
- Parapoderus pseudovitreus
- Parapoderus rhombopoensis
- Parapoderus robustidorsis
- Parapoderus rubens
- Parapoderus ruberripes
- Parapoderus rubripes
- Parapoderus rubritarsis
- Parapoderus rubrofasciata
- Parapoderus rubromarginatus
- Parapoderus rufinasus
- Parapoderus rufoapicalis
- Parapoderus rutshuruanus
- Parapoderus sanguineus
- Parapoderus selonostoma
- Parapoderus seminiger
- Parapoderus semipallens
- Parapoderus simplex
- Parapoderus sjoestedti
- Parapoderus staudingeri
- Parapoderus striatipennis
- Parapoderus subimparis
- Parapoderus submarginatus
- Parapoderus subniger
- Parapoderus sylvatica
- Parapoderus sylvaticus
- Parapoderus tamsi
- Parapoderus testaceicollis
- Parapoderus testaceicornis
- Parapoderus testaceipennis
- Parapoderus testaceus
- Parapoderus thomsoni
- Parapoderus thoracomelas
- Parapoderus tibialis
- Parapoderus tolerans
- Parapoderus transvaalensis
- Parapoderus tricolor
- Parapoderus trigonocephalus
- Parapoderus ueleensis
- Parapoderus usambicus
- Parapoderus varicolor
- Parapoderus vitreus
- Parapoderus vittatus
- Parapoderus vulcanicus